# Coppa d'Élite libanese
La Coppa d'Élite libanese (in arabo كأس النخبة اللبناني‎?; in inglese Lebanese Elite Cup) è una competizione calcistica libanese a eliminazione diretta, fondata nel 1996 dalla Federazione calcistica del Libano.
La squadra di maggiore successo nel torneo è il Nejmeh, avendo vinto la competizione in 12 occasioni.

## Formato
Vi partecipano le squadre classificatesi dal primo al sesto posto nel campionato nazionale di prima divisione della stagione precedente.

## Albo d'oro
| N. | Stagione | Vincitore    | Risultato | Finalista       |
| -- | -------- | ------------ | --------- | --------------- |
| 1  | 1996     | Nejmeh       | 1-0       | Ansar           |
| 2  | 1997     | Ansar        | 2-0       | Nejmeh          |
| 3  | 1998     | Nejmeh       | 2-1       | Ansar           |
| 4  | 1999     | Homenmen     | 2-1       | Shabab Sahel    |
| 5  | 2000     | Ansar        | 1-0       | Tadamon Tiro    |
| 6  | 2001     | Nejmeh       | 3-3 (dtr) | Tadamon Tiro    |
| 7  | 2002     | Nejmeh       | 1-1 (dtr) | Al-Ahed         |
| 8  | 2003     | Nejmeh       | 2-1       | Al-Ahed         |
| 9  | 2004     | Nejmeh       | 1-1 (dtr) | Al-Ahed         |
| 10 | 2005     | Nejmeh       | 3-0       | Ansar           |
| 11 | 2008     | Al-Ahed      | 3-1       | Ansar           |
| 12 | 2009     | Safa         | 2-1       | Al-Ahed         |
| 13 | 2010     | Al-Ahed      | 0-0 (dtr) | Ansar           |
| 14 | 2011     | Al-Ahed      | 4-2       | Safa            |
| 15 | 2012     | Safa         | 2-0 (dts) | Al-Ahed         |
| 16 | 2013     | Al-Ahed      | 2-0       | Nejmeh          |
| 17 | 2014     | Nejmeh       | 3-1       | Safa            |
| 18 | 2015     | Al-Ahed      | 1-0 (dts) | Safa            |
| 19 | 2016     | Nejmeh       | 1-0 (dts) | Ansar           |
| 20 | 2017     | Nejmeh       | 2-2 (dtr) | Al-Ahed         |
| 21 | 2018     | Nejmeh       | 1-0       | Akhaa Ahli Aley |
| 22 | 2019     | Shabab Sahel | 3-3 (dtr) | Ansar           |
| 23 | 2021     | Nejmeh       | 3-3 (dtr) | Al-Ahed         |
| 24 | 2022     |              |           |                 |

## Vittorie per squadra
| Squadra         | Vittorie | Finali perse | Finali disputate |
| --------------- | -------- | ------------ | ---------------- |
| Nejmeh          | 12       | 2            | 14               |
| Al-Ahed         | 5        | 7            | 12               |
| Ansar           | 2        | 7            | 9                |
| Safa            | 2        | 3            | 5                |
| Shabab Sahel    | 1        | 1            | 2                |
| Homenmen        | 1        | 0            | 1                |
| Tadamon Tiro    | 0        | 2            | 2                |
| Akhaa Ahli Aley | 0        | 1            | 1                |